# سیارک ۳۴۹۹۳
سیارک ۳۴۹۹۳ (به انگلیسی: 34993 Euaimon، نامگذاری:1973SR1) سی و چهار هزار و نهصد و نود و سومین سیارک کشف شده‌است که در ۲۰ سپتامبر ۱۹۷۳ کشف شد.